# Eugenio Tosi
Eugenio Tosi, O.SS.C.A. (6. května 1864, Busto Arsizio – 7. ledna 1929, Miláno) byl italský římskokatolický duchovní, člen Oblátů svatého Ambrože a Karla, arcibiskup milánský a kardinál.

## Život
Narodil se 6. května 1864 v Busto Arsizio. Byl nejmladší z devíti dětí Luigihi Tosi a Teresy roz. Rabolini. Jeho sourozenci byli Francesco, Maria, Angela, Luigi (zemřel ve třech letech), Carlo Giovanni Battista (zemřel ve třech měsících), Andrea (zemřel ve dvou měsících), Giuseppe a Carlo Maria. Pokřtěn byl o den později v kostele svatého Jana Křtitele v jeho rodném městě jako Eugenio Alessandro Maria.
Dne 5. listopadu 1875 vstoupil do nižšího semináře svatého Petra Mučedníka. Na podzim roku 1880 zahájil tři roky filosofické formace v semináři v Monze a na podzim roku 1883 začal studovat teologii ve Vyšším semináři v
Milánu. Navštěvoval kurzy posvátné výřečnosti, které vedl profesor Achille Ratti, budoucí papež Pius XI. Dne 4. června 1887 byl v arcibiskupské kapli titulárním patriarchou alexandrijským a emeritním arcibiskupem milánským Paolem Angelem Ballerinim vysvěcen na kněze. Tehdejší arcibiskup milánský Luigi Nazari di Calabiana se nemohl vést svěcení jelikož byl nemocný. Dne 9. června 1887 sloužil v kostele svatého Jana Křtitele ve svém rodném městě, na svátek Slavnosti Těla a Krve Páně svou primiční mši.
Od června 1887 do roku 1889 byl asistentem mužské oratoře při farnosti svatého Jana Křtitele v Busto Arsizio. Dne 24. října 1889 vstoupil v Milánu k Oblátům svatého Ambrože a Karla.
V letech 1889-1909 byl členem fakulty Misionářského domu oblatů. Poté se stal generálním vikářem diecéze Rimini, kterým byl do roku 1911.
Dne 5. dubna 1911 jej papež Pius X. jmenoval biskupem diecéze Squillace. Biskupské svěcení přijal 16. dubna 1911 na Velikonoční neděli z rukou kardinála Andrea Carla Ferrariho a spolusvětiteli byli biskup Pietro Viganò a biskup Giovanni Mauri.
Dne 22. března 1917 ho papež Benedikt XV. ustanovil biskupem diecéze Andria. Od 10. srpna 1917 do února 1918 byl apoštolským administrátorem diecéze Squillace.
Dne 7. března 1922 byl papežem Piem XI. ustanoven metropolitním arcibiskupem milánským. Stal se tedy nástupcem kardinála Achille Rattiho, který byl zvolen papežem se jménem Pius XI.. Dne 5. července 1922 přijal v soukromé papežské kapli pallium.
Dne 11. prosince 1922 jej papež Pius XI. na konzistoři jmenoval kardinálem. Jako titulární kostel mu byl přidělen Santi Silvestro e Martino ai Monti. Kardinálský biret a titul mu byl předán 14. prosince 1922.
Dne 10. července 1923 zahájil pastorační návštěvy ve farnostech. Tyto návštěvy překazil jeho zdravotní stav. Dne 31. července 1923 musel pro infekční zánět pohrudnice podstoupit operaci, zotavení trvalo do dubna 1924.
Dne 9. dubna 1924 ze Sori u Janova protestoval proti fašistickému násilí vykonávané na mládežnických diecézních organizacích. Dne 13. dubna navštívil italského krále Viktora Emanuela III. Od 25. října do 26. října 1926 požehnal za přítomnosti Benita Mussoliniho novým zařízením na vlakové stanici v Busto Arsizio. Dne 24. dubna 1925 požehnal za přítomnosti krále Viktora Emanuela III. základní kámen Institutu rakoviny v Miláně.
Od 19. do 24. května 1925 byl papežským legátem při korunovaci Madony z Fontanellata konané v Parmě.
Ve dnech 5. až 6. ledna 1929 byl jeho stav kritický kvůli srdečními selhávání a zánětu ledvin.
Zemřel 7. ledna 1929 ve 2:40 ráno. Důvodem byly dlouhodobé zdravotní problémy související se srdcem a ledvinami. Pohřební služba se konala 10. ledna a vedl ji biskup bergamský Luigi Marelli. Pohřbení řeč přednesl biskup cremonský Giovanni Cazzani. Dne 5. února 1929 byl definitivně pohřben naproti oltáři Virgo potens v katedrále Narození Panny Marie v Milánu.